# Carl Heinrich Petersen
Carl Heinrich Løgstrup Petersen (29. juni 1915 i Viborg – 8. august 1988 i Viborg) var en dansk cigarmager, arbejderhistoriker, æresdoktor ved Aarhus Universitet og forfatter med tilknytning til den anarkistiske bevægelse i Danmark.

## Ungdom
Som søn af cigarmager Holger Petersen og syerske Frederikke Petersen (født Frederiksen) blev Carl Heinrich Petersen efter en tid på Viborg Katedralskole, hvor han aldrig faldt til, udlært som cigarmager hos sin far, der tvunget af arbejdsløshed havde været selvstændig siden 1921.
I 1931 meldte han sig ind i Danmarks socialdemokratiske Ungdom, men utilfredshed med for mange vandreture, lejrture og baller gjorde, at han allerede året efter meldte sig ind i moderpartiet Socialdemokratiet, hvor han hurtigt fik flere tillidshverv.
I 1934 forlod Carl Heinrich Petersen den socialdemokratiske bevægelse og Viborg. Han rejste rundt som cigarmager i landet, og arbejdede bl.a på cigarfabrikker i København, Odense, Holstebro og Fredericia. En periode var han faglig redaktør ved månedsskriftet Information, ligesom han var journalist, korrekturlæser og ekspeditionsmedhjælper ved ugeavisen Arbejdet fra 1936 og indtil det lukkede i 1938.

## Krigen
Krigsårene tilbragte han på diverse arbejderhøjskoler uden at fuldføre studierne, og havde også en tid som decideret bums, hvor han boede på herberger og svendehjem. I denne periode var Carl Heinrich Petersen med i en gruppe syndikalister og trotskister, der udgav illegale flyveblade. Bl.a var han med til at udgive flyvebladet Arbejderopposition, der opfordrede til generalstrejken i juni 1944.
Den 14. juli 1944 blev han arresteret af tyskerne og tilbragte resten af krigen med fængsel og internering i Vestre Fængsel, Horserødlejren og Frøslevlejren.

## Efterkrigstiden
Efter krigen uddannede han sig til lærer, og havde forskellige vikariater rundt om i Danmark. Nogen egentlig fastansættelse søgte han ikke. Carl Heinrich Petersen var overbevist ateist og socialist, hvilket ikke passede ind i datidens folkeskole med morgenbøn og den stærkt borgerlige disciplin.
Han havde i 1951 genindmeldt sig i Socialdemokratiet, og skrev til bevægelsens aviser og fagblade, ligesom han underviste i studiekredse og på aftenhøjskole. Allerede i 1955 forlod Carl Heinrich Petersen arbejdsmarkedet, og havde aldrig mere et fast arbejde, men helligede sig resten af livet til at beskrive og dokumentere arbejderbevægelsens og socialismens historie i bøger, artikler og radioforedrag.
Han modtog i 1960'erne til 1980'erne støtte fra Statens Humanistiske Forskningsråd, Dansk Arbejdsmands- og Specialarbejderforbund og Statens Samfundsvidenskabelige Forskningsråd, hvilket gjorde det muligt for ham at fortsætte sit omfattende forfatterskab.
Han var blandt frontfigurene i SABAE (Sammenslutningen af Bevidst Arbejdssky Elementer), hvor han også blev æresmedlem, ligesom han var medlem af Revolutionære Socialister og Aldrig Mere Krig.
I 1978 blev han Æresdoktor ved Aarhus Universitet. I den forbindelse blev han kontaktet med henblik på optagelse i Kraks Blå Bog. Carl Heinrich Petersen ville, at det af artiklen i bogen skulle fremgå, at han dels havde skrevet pjecen Viborg er noget lort, men der er også lyspunkter, og dels at han var medlem af SABAE. Redaktørerne af Kraks ville ikke godtage den betingelse, og han blev aldrig optaget i bogen.
Carl Heinrich Petersen blev begravet den 5. september 1988 ved siden af sine forældre, på gravsted litra M, række 16, nr. 399 på Viborg Kirkegård.

## Udvalgte værker
- Pjecen Viborg er noget lort, men der er også lyspunkter
- Kommunismens kættere, 1964
- Agitatorer og martyrer – Profiler og skæbner fra socialismens verdenshistorie, 1966
- Danske revolutionære. Ideer, bevægelser og personligheder, 1970
- Revolutionære socialister i Danmark, 1973
- Fra klassekampens slagmark i Norden, 1973
- Christian Christensen og den danske syndikalisme, 1979
- Den glemte socialisme, 1981
- Træk af arbejderbevægelsens historie i Viborg – og af min egen, 1982

## Eksterne link og kildehenvisninger
- Carl Heinrich Petersen : Antiautoritær socialist og arbejderhistoriker Arkiveret 5. oktober 2013 hos  Wayback Machine (linksamling på Modkraft Biblioteket)
- Marxisme Online: De Revolutionære Socialisters indsats i besættelsesårene
- Marxisme Online: Historien om "Internationale" (udskrift af radioforedrag fra 1963)
- Fredsakademiet: Freds- og sikkerhedspolitisk Leksion P 49: Petersen, Carl Heinrich Arkiveret 22. juni 2006 hos  Wayback Machine
- Carl Heinrich Petersen og de revolutionære 1:2 Radioudsendelse fra DR sendt 1974
- Carl Heinrich Petersen og de revolutionære 2:2 Radioudsendelse fra DR sendt 1965
- Carl Heinrich Petersen på gravsted.dk